# إمي نتلات (ماوت)
إمي نتلات هو دُوَّار يقع بجماعة لمهارة، إقليم تارودانت، جهة سوس ماسة في المملكة المغربية. ينتمي الدوّار لمشيخة ماوت التي تضم 27 دوار. يقدر عدد سكانه بـ 478 نسمة حسب الإحصاء الرسمي للسكان والسكنى لسنة 2004.

## روابط خارجية
- البوابة الوطنية للجماعات الترابية
- المندوبية السامية للتخطيط